# Чорноліське городище
Чорнолі́ське городи́ще — укріплене поселення 10 —9 століття до н. е. в урочищі Чорний Ліс у верхів'ях річки Інгулець (притока Дніпра) у Знам'янському р-ні Кіровоградської області.
Пам'ятку, що дала назву чорноліській культурі, відкрив та частково дослідив О.Тереножкін у 1949 році. Городище розташоване на плато між глибокими ярами. Вирізняється серед інших чорноліських укріплених поселень величезними розмірами і складним планом: крім центрального круглого укріплення має 3 лінії валів та ровів; відстань від круглого укріплення до зовнішнього валу — 1,5 км. Городище було заселене лише частково: поселення розташовувалося в просторому другому укріпленні, третину площі якого було зайнято зольниками. На городищі знайдені сліди пожеж, що, імовірно, пов'язані з набігами кімерійців.

## Історія дослідження
Влітку 1949 року під керівництвом О. І. Тереножкіна було організовано Правобережну скіфську експедицію Інституту археології АН УРСР, яка обстежила північну частину Кіровоградської області, зокрема, верхів'я річок Інгул, Аджамка, Інгулець та Тясмин. Крім розвідок експедиція здійснила розкопки на городищі та курганному могильнику в Чорному лісі неподалік від м. Знам'янка.
У 1950 році О. І. Тереножкін здійснив розвідку по р. Тясмин між Ново-Георгієвськом і Смілою. Обстежені були місцевості від с. Бужин на Дніпрі до м. Ново-Георгієвськ і далі по р. Тясмин до с. Чубівка. Між Бужином і Ново-Георгієвськом вдалося виявити лише два поселення епохи бронзи — біля сіл Тарасівка та Чаплище. Поблизу с. Тясминка вчений обстежив городище чорноліської культури, яке мало оборонні споруди — вал і рів. На відстані 150 м від укріплення виявлено розсип уламків глиняного посуду чорноліського типу. Ймовірно, тут розміщувалось ще одне поселення.
У зв'язку з планами побудови Кременчуцької ГЕС, в результаті чого мало бути затоплено значну територію долини Дніпра, багату археологічними старожитностями, постало завдання обстежити велику кількість таких пам'яток. З цією метою Інститутом археології АН УРСР у 1956 році було організовано комплексну експедицію, яка провела дослідницькі роботи на ділянці правого берега Дніпра між Чигирином і Ново-Георгієвськом. Очолив експедицію О. І. Тереножкін. Роботи проводились кількома загонами та групами. В результаті розкопані:
- енеолітичне поселення біля села Новоселиця,
- слов'янське поселення поблизу Стецівки,
- чорноліське городище в околицях Калантаєва;

почато розкопки:
- чорноліського поселення біля села Адамівка,
- чорноліського городища поблизу села Тясминки,
- чорноліського городища на Московській горі біля Ново-Георгієвська.

Досліджено: 
- невеликий курган з катакомбними та скіфськими похованнями в околиці села Адамівка,
- 6 курганів з похованнями епохи бронзи біля села Тясминка та м. Ново-Георгієвськ.

Також проведено розвідувальні розкопки:
- слов'янських поселень поблизу села Пеньківка в урочищах Молочарня, Луг та Макарів Острів[4].